# Fuzil de precisão
M40A3 (EUA).
Fuzil de precisão (português brasileiro) ou espingarda de precisão (português europeu) (Precision Rifle ou Sniper Rifle, em inglês) é uma  arma longa (fuzil ou carabina) de combate normal que é retrabalhado em sua estrutura para poder dar tiros de maior alcance e precisão. Atualmente há armas projetadas e produzidas especificamente para executar essa espécie de tiro de precisão.
É um conceito bastante antigo, sendo que armas desse tipo já eram utilizadas nas guerras Napoleônicas, embora em uma escala muito pequena. No início, consistia em uma pequena luneta montada no alto da culatra e que permitia que o atirador tivesse uma visão mais próxima do alvo.
Porém, tal qual as submetralhadoras, seu uso só se popularizou durante a Segunda Guerra, sendo que desde então a estrutura desse tipo de arma se manteve praticamente a mesma. O adereço principal de um fuzil de precisão é a mira óptica (ou luneta de mira) ou alça de mira telescópica, qual seja, um pequeno telescópio, dentro do qual existem duas linhas cruzadas que formam a mira. Alguns fuzis também ganham versões exclusivas para permitir a adaptação.

## Evolução
Desde que surgiram, as armas de precisão passaram por várias inovações. Abaixo, alguns pontos dessa evolução:
- Século XVIII: o exército napoleônico (e posteriormente os outros) passam a fabricar mosquetes que possuem pequenos telescópios no alto da culatra, que diminuem a distância visual até o alvo;
- Século XIX e Guerra da Secessão (1861-1865): pouca evolução na área. A atuação das armas de precisão na Guerra da Secessão é quase insignificante;
- Início do século XX: é criado o fuzil Springfield M1903, que foi o melhor fuzil de precisão do mundo até os anos 1940, porém, só foi usado com esse fim a partir dos anos 1930;
- Primeira Guerra Mundial (1914-1918): já existe uma utilização maior dos fuzis de precisão, mas ainda é uma presença pequena;
- Segunda Guerra Mundial (1939-1945): ostensiva utilização dessas armas devido ao tipo de combate (guerrilha), é nessa época que se populariza uma nova classe de combate: os franco-atiradores (atiradores de escol ou Snipers), soldados que podem manter a posição por semanas e provocar danos sérios aos inimigos. O Mosin-Nagant soviético, o Springfield M1903 americano e o Kar98k alemão são as principais armas de precisão do conflito;
- Guerra da Coreia (1950-1954): grande utilização desses atiradores;
- Guerra do Vietnam (1954-1974): utilização um pouco menor de armas de precisão por causa do tipo de batalha (close-quarters e guerrilhas urbanas próximas, principalmente);
- Fim do século XX e início do século XXI: desde que o foco do mundo tem sido a crise no Oriente Médio, a presença dos atiradores de escol tem sido quase imprescindível, pois, além de poderem atacar de longe, ainda podem perseguir e matar alvos específicos (como líderes) com grande chance de êxito.

## Atualidade

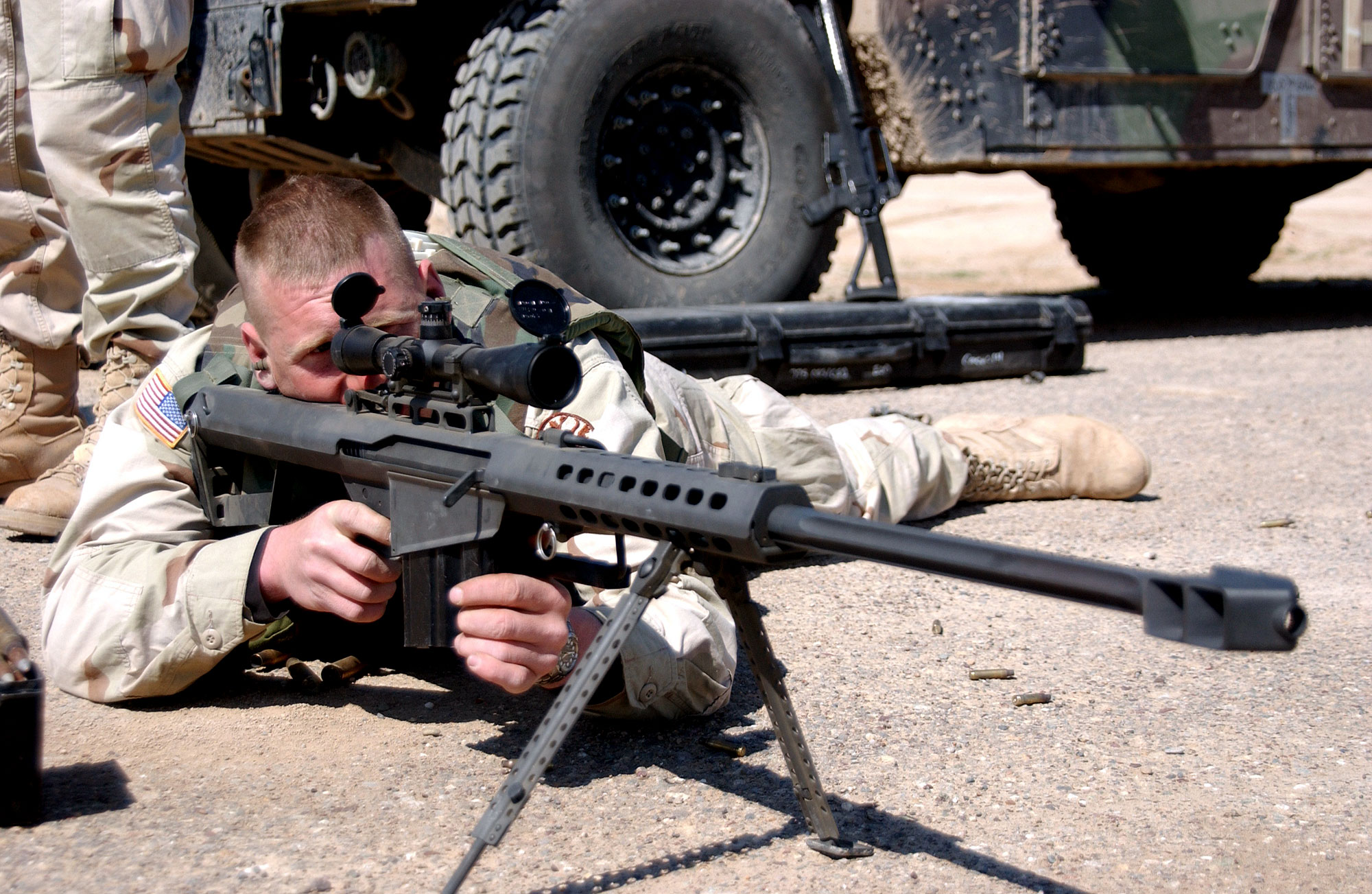
Um soldado usando uma Barrett M82.

Atualmente, as armas de precisão variam. Existem carabinas de caça de precisão, cujo único propósito é caçar pequenos animais. Há armas, porém, que têm funções bastante futuristas, como o OICW. Alguns exemplos abaixo:
- Algumas carabinas possuem luneta sem linhas (retículos) cruzadas. O atirador vê pela mira o reflexo de um raio laser, emitido pela própria arma;
- A carabina OICW americana tem mira eletrônica controlada por computador. A mira é feita através de um display de cristal líquido;
- O fuzil de precisão AW L96A1, o G22 Gewehr Scharfschützengewehren, criado por um convênio britânico e alemão, é o melhor fuzil de precisão do mundo. Tem alcance efetivo de mais de 2 km, com seus diversos calibres como o 5,56 mmX45 (.223), 7,62 mmX51 (.308), .243 Winchester, .260 Remington, .264 Winchester Magnum, 7mm Mauser Magnum, .300 Winchester Magnum, .308 Norma Magnum, .338 Lapua Magnum e o .50mm 12,7 x 99 mm NATO e suas balas têm potência suficiente para desabilitar até tanques com blindagem mais fraca (como os EE-11 brasileiros) modelos do G22, AW L96A1: PM (Precision Marksman), AW (Arctic Warfare), AWF (Arctic Warfare Folding), AWP (Arctic Warfare Police), AWS (Arctic Warfare Suppressed), AWC (Arctic Warfare Covert), AWM (Arctic Warfare Magnum), AWSM (Arctic Warfare Super Magnum), AW50 (Arctic Warfare .50 Kaliber), AW50F e AE (Accuracy Enforcement) outros modelos da fábrica Accuracy International Ltd: AS50 (Arctic Semi-automatic .50 Kaliber) e AICS (Accuracy International Chassis System).

Normalmente sua alça de mira telescópica é a famosa marca desde a 2ª Guerra Mundial a ZF Zielfernrohr ou atualmente também chamada de Schmidt & Bender modelo da luneta Schmidt & Bender ZF 5-25x56.
- O lança-rojão russo RPG-7V pode possuir uma mira ótica infravermelha, ou seja, funciona tanto de dia quanto de noite.
- Algumas pistolas têm suporte a miras menores. Uma pistola assim aparece no início do filme Triplo X.